# Mikuláš Štefan Ferienčík
Mikuláš Štefan Ferienčík (1. srpna 1825, Zvolen – 3. března 1881, Martin) byl slovenský úředník, novinář a spisovatel. Působil pod pseudonymy: Jančík, Mikuláš z Pohronia, Mladen. Je pohřbený na Národním hřbitově v Martině.

## Život
Střední školu navštěvoval v Jelšavě a v Banské Štiavnici. Do roku 1846 studoval filozofii a teologii na evangelickém lyceu v Levoči, poté šel na práva do Prešova. Roku 1856 složil v Bratislavě soudcovskou zkoušku. Pracoval na různých místech a funkcích státní služby. Od roku 1870 působil v Martině. Účastnil se Slovenského povstání v letech 1848-1849 jako kapitán dobrovolniků.
Psal také básně, romantické a milostné povídky, společenské novely, lidovýchovnou prózu a divadelní hry. Přeložil Gogolova Revizora. Přeložil Kotzebueho frašku Der Wirrwarr, oder der Muthwillige. Posse in vier Akten a uvedl ji v roce 1852 pod názvem Svojvoľník v divadle v Brezně.  Redigoval Pešťbudínske vedomosti, Národné noviny, Národný hlásnik a literární časopis Orol. Byl také členem Matice slovenské a roku 1868 založil Kníhtlačiarský účastinárský spolek.

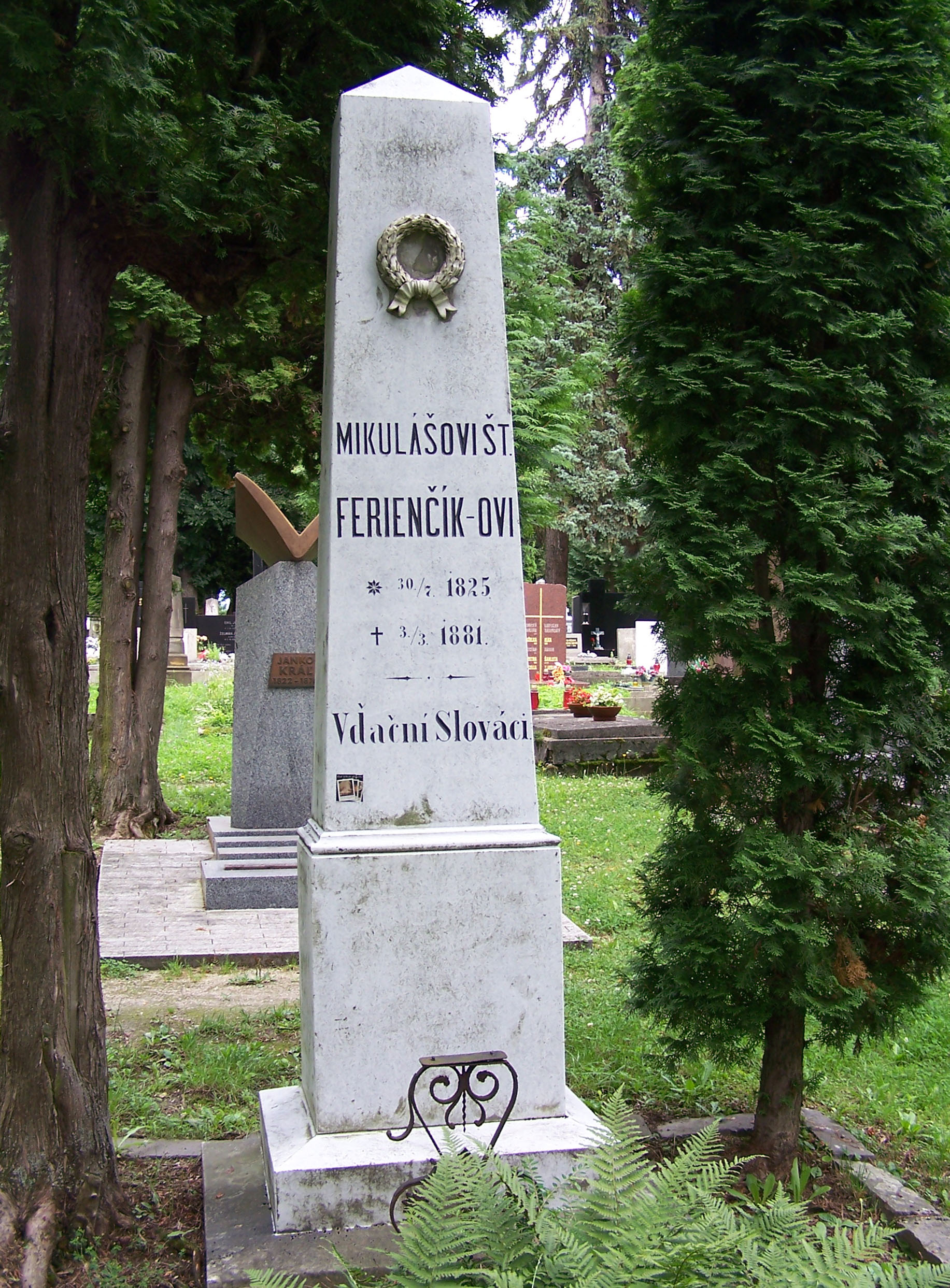
Hrob Národním hřbitově v Martině

## Díla
- Jedľovský učiteľ, Skalica roku 1899
- V zákutí sveta, Trenčín
- Pravda predca zvíťazí, Budapešť roku 1862